# Gymnochthebius squamifer
Gymnochthebius squamifer är en skalbaggsart som beskrevs av Perkins 2005. Gymnochthebius squamifer ingår i släktet Gymnochthebius och familjen vattenbrynsbaggar. Inga underarter finns listade i Catalogue of Life.